# Скавина
Скавина (пољ. Skawina) је град у Пољској у Војводству Малопољском у Повјату краковском. Према попису становништва из 2011. у граду је живело 24.253 становника.

## Становништво
Према прелиминарним подацима са пописа, у граду је 2011. живело 24.253 становника.
| 2002.  | 2011.  | 2012.  |
| ------ | ------ | ------ |
| 23.812 | 24.253 | 24.280 |

## Партнерски градови
- Чивитанова Марке
- Хирт